# Santalla (Ribera de Piquín)
Santalla es una parroquia y una aldea española del municipio de Ribera de Piquín, en la provincia de Lugo, Galicia.

## Otras denominaciones
La parroquia también es conocida por los nombres de Santa Eulalia de Santalla y Santabaia de Piquín.

## Organización territorial
La parroquia está formada por veinte entidades de población, constando nueve de ellas en el nomenclátor del Instituto Nacional de Estadística español:
- Barangón
- Boel
- Cabaceira
- Os Cangos
- O Castro
- O Corral
- O Cruceiro
- Figueiras (As Figueiras)
- A Graña
- Lamas
- Outariz
- O Paraíso
- Piquín
- O Pulvureiro
- O Quintario de Couso
- Os Quintarios
- Santalla
- O Terrexal
- Vilares

## Demografía

### Parroquia
| Gráfica de evolución demográfica de Santalla (parroquia) entre 2000 y 2020 |
|                                                                            |
| Datos según el nomenclátor publicado por el INE.                           |

### Aldea
| Gráfica de evolución demográfica de Santalla (aldea) entre 2000 y 2020 |
|                                                                        |
| Datos según el nomenclátor publicado por el INE.                       |